# 教育の規制緩和
教育の規制緩和（きょういくのきせいかんわ）とは、従来の公教育の機会均等主義を改め、公教育の場に市場原理を導入することを指す。新自由主義を立脚点とする。
従来の公教育が機会均等主義であったのは、日本だけの現象ではない。イギリスのジェームズ・キャラハン内閣も、公教育の機会均等主義を推進していた。世界的に、福祉国家の潮流が、主流であった。
しかし、1979年にイギリスでマーガレット・サッチャー内閣が成立し、1981年にアメリカ大統領にロナルド・レーガンが就任すると、風向きが変わる。
1984年に発足した中曽根康弘内閣の臨時教育審議会では、公教育の機会均等主義の再検討が争点とされた。中曽根康弘は、公教育の機会均等主義の再検討を希望しており、香山健一に学習塾の私立学校としての認可を主張させるなど、積極的に公教育の機会均等主義に疑義を呈した。しかしこの時期は、公教育の機会均等主義を維持しようとする側の発言権が強く、臨時教育審議会としても、公教育の場に市場原理を導入しようとする強い結論は、導き出せなかった。
だが、1988年に、マーガレット・サッチャー内閣が「児童・生徒と保護者は、教育の顧客である」と位置付けた教育改革関連法案を成立させると、公教育の場に市場原理を導入する動きが、一気に加速した。
日本でも、地方自治体の判断により、公教育の場に市場原理が導入されるようになった。東京都品川区は、その先駆的存在となっているが、サービス業と位置付けられた学校も教員も以前と比べ疲れがたまるようになったという意見がでている。東京都品川区に倣い、いったんは公教育に市場原理を導入した地方自治体（群馬県前橋市など）も、理由は不明であるが市場原理を破棄し、機会均等主義を復活させている。